# Kobylnice (Kutná Hora-i járás)
Kobylnice település Csehországban, a Kutná Hora-i járásban. Kobylnice Svatý Mikuláš, Záboří nad Labem és Bernardov településekkel határos. Lakosainak száma 210 fő (2024. január 1.).

## Népesség
A település lakosságának változását az alábbi diagram mutatja:
| Lakosok száma | 257  | 281  | 227  | 190  | 168  | 181  | 196  | 204  | 201  | 210  |
|               | 1869 | 1890 | 1921 | 1950 | 1980 | 2001 | 2017 | 2019 | 2022 | 2024 |